# Aname
Aname es un género de arañas migalomorfas de la familia Nemesiidae. Se encuentra en Australia.

## Lista de especies
Según The World Spider Catalog 14.0:
- Aname aragog Harvey, Framenau, Wojcieszek, Rix & Harvey, 2012
- Aname armigera Rainbow & Pulleine, 1918
- Aname atra (Strand, 1913)
- Aname aurea Rainbow & Pulleine, 1918
- Aname barrema Raven, 1985
- Aname blackdownensis Raven, 1985
- Aname camara Raven, 1985
- Aname carina Raven, 1985
- Aname coenosa Rainbow & Pulleine, 1918
- Aname collinsorum Raven, 1985
- Aname comosa Rainbow & Pulleine, 1918
- Aname cuspidata (Main, 1954)
- Aname distincta (Rainbow, 1914)
- Aname diversicolor (Hogg, 1902)
- Aname earthwatchorum Raven, 1984
- Aname ellenae Harvey, Framenau, Wojcieszek, Rix & Harvey, 2012
- Aname fuscocincta Rainbow & Pulleine, 1918
- Aname grandis Rainbow & Pulleine, 1918
- Aname hirsuta Rainbow & Pulleine, 1918
- Aname humptydoo Raven, 1985
- Aname inimica Raven, 1985
- Aname kirrama Raven, 1984
- Aname longitheca Raven, 1985
- Aname maculata (Rainbow & Pulleine, 1918)
- Aname mainae Raven, 2000
- Aname marae Harvey, Framenau, Wojcieszek, Rix & Harvey, 2012
- Aname mellosa Harvey, Framenau, Wojcieszek, Rix & Harvey, 2012
- Aname pallida L. Koch, 1873
- Aname platypus (L. Koch, 1875)
- Aname robertsorum Raven, 1985
- Aname tasmanica Hogg, 1902
- Aname tepperi (Hogg, 1902)
- Aname tigrina Raven, 1985
- Aname tropica Raven, 1984
- Aname turrigera Main, 1994
- Aname villosa (Rainbow & Pulleine, 1918)
- Aname warialda Raven, 1985